# 氫氟酸燒傷
氢氟酸烧伤是氢氟酸造成的化学烧伤，当它接触皮肤时，会导致明显的疼痛、肿胀、发红和皮肤损伤。如果吸入烟雾，可能会引起上呼吸道肿胀和出血。并发症可能包括电解质、心脏、肺、肾脏、消化系统和神经系统问题。
大多数事故发生在工作中。氢氟酸浓度低于 7% 时，症状可能在数小时内不会出现，而浓度大于 15% 时，症状几乎立即出现。诊断应包括检查血液中钙、钾和镁离子含量以及测量心电图。
接触氢氟酸的初步处理包括脱掉受污染的衣服并用大量水清洗至少 30 分钟。其他措施包括涂抹葡萄糖酸钙乳膏。据估计，全球每年约有一千例病例。

## 症状
氢氟酸烧伤的症状包括眼睛、皮肤、鼻子和喉咙的刺激；眼睛和皮肤烧伤;和骨损伤。氢氟酸烧伤可能会出现并发症，一旦通过皮肤吸收到血液中，它就会与血钙发生反应，可能导致心脏骤停。面积大于 160 平方厘米的烧伤有可能因干扰血液和组织钙水平而引起严重的全身毒性。在某些情况下，接触会导致低钙血症。
吸入氟化氢烟雾会导致发烧、肺水肿、肺出血和低血氧。

## 原理
在体内，氢氟酸与生物学重要离子 Ca2+ 和 Mg2+ 发生反应，生成不溶性氟化物，导致血钙急剧下降和其他严重症状。

## 治疗
暴露的初始处理包括脱掉受污染的衣服，并在至少 30 分钟内用大量水清洗受影响的区域。 然后通常使用葡萄糖酸钙乳膏。如果疼痛持续，可以将葡萄糖酸钙注射到患处或通过注射到静脉中给药。也可能需要手术切除受影响的组织。